# Joachim Herrgen
Joachim Herrgen (* 26. Juni 1954 in Speyer) ist ein deutscher Germanist.

## Leben
Nach dem Abitur 1973 in Bad Bergzabern und dem Studium (1973–1981) an der Universität Mainz: Deutsche Philologie, Politikwissenschaft, Publizistik, Pädagogik (1978 Staatsexamen für das Lehramt an Gymnasien) wurde er 1981 wissenschaftlicher Mitarbeiter (später Akademischer Rat/Oberrat) am Deutschen Institut der Universität Mainz. Nach der Promotion 1986 zum Dr. phil. und der Venia legendi für Sprachwissenschaft des Deutschen 1997 ist er seit 2001 Professor für Germanistische Linguistik an der Philipps-Universität Marburg. 2020 trat er in den Ruhestand ein.

## Forschungsinteressen
Im Zentrum der Forschungsinteressen steht die sprachdynamische Regionalsprachenforschung des Deutschen, und dabei besonders die Direktbeobachtung sprachdynamischer Prozesse, die durch die Wende von der klassischen Dialektologie zur modernen Regionalsprachenforschung möglich wurde. Ziel ist es dabei, die Dynamik der deutschen Regionalsprachen im 20. Jahrhundert vom ersten Auftreten einer Neuerung über die Ausbreitung in Raum und Zeit bis hin zum Stoppen eines Prozesses zu beobachten. Eines der wichtigsten Ergebnisse der sprachdynamischen Regionalsprachenforschung des letzten Jahrzehnts besteht dabei in dem Nachweis, dass Konstanz und Wandel durch den Typ der Kompetenzsynchronisierungsakte in der regionalen Interaktion determiniert werden (stabilisierende vs. modifizierende Synchronisierungsakte). Gegenstand der aktuellen Forschung ist es, die neurokognitiven Korrelate der unterschiedlichen, durch die Sprachdynamik postulierten Wandelszenarien aufzuzeigen. Dabei soll gezeigt werden, dass die Ausgangssituationen für den Sprachwandel, die in verschiedene Wandelszenarien münden, mit messbaren, qualitativ unterschiedlichen Mustern in der neuronalen Aktivität verbunden sind.
Ein weiterer Forschungsschwerpunkt ist die historische Semantik und Pragmatik sowie die Politolinguistik. Im Zentrum stehen die Forschungen zur Sprache der „Mainzer Republik“: Dies ist der Zeitraum vom Oktober 1792 bis zum Juli 1793, in dem Mainz erstmals unter französischer Herrschaft stand und in dem die Franzosen zusammen mit Deutschen, den ‚Mainzer Jakobinern‘, den Versuch einer Expansion der Französischen Revolution ins Linksrheinische unternahmen. Einer sprachpolitisch interessierten Geschichte des Neuhochdeutschen stellt sich die Mainzer Republik als scharfe Zäsur dar: Lange vor der Revolution von 1848 entstand damals in Mainz eine politische Öffentlichkeit mit hoher Dichte der persuasiven Kommunikation. Die politisch meist unerfahrenen Akteure erwiesen sich als sprachlich hoch kreativ. Sie erkannten rasch, dass ihre persuasive Intention mit Hilfe der etablierten Kommunikationsformen und des konventionalisierten Wortschatzes nicht umzusetzen war und entwickelten deshalb eine Vielzahl sprachlicher Innovationen, besonders der Textsorten und des Lexikons. Diese politisch motivierten Innovationen waren keineswegs unumstritten, so dass die Mainzer Republik nicht zuletzt auch von scharfen semantisch-pragmatischen Kontroversen geprägt war.

## Schriften (Auswahl)

### Monographien
- Koronalisierung und Hyperkorrektion. Das palatale Allophon des /ch/-Phonems und seine Variation im Westmitteldeutschen. Stuttgart 1986, ISBN 3-515-04821-9.
- Die Sprache der Mainzer Republik (1792/93). Historisch-semantische Untersuchungen zur politischen Kommunikation. Tübingen 2000, ISBN 3-484-31216-5.
- mit Jürgen Erich Schmidt: Sprachdynamik. Eine Einführung in die moderne Regionalsprachenforschung. Berlin 2011, ISBN 3-503-12268-0.
- mit Helen Christen, Brigitte Ganswindt und Jürgen Erich Schmidt (Hrsg.): Regiolekt – der neue Dialekt? Akten des 6. Kongresses der Internationalen Gesellschaft für Dialektologie des Deutschen (IGDD). Stuttgart 2020, ISBN 3-515-12909-X.
- mit Bellmann, G. & Schmidt, J. E. (1994–2002). Mittelrheinischer Sprachatlas (MRhSA) (5 Bde.). Niemeyer.
- mit Schmidt, J. E. (2001–2009). Digitaler Wenker-Atlas (DiWA). Erste vollständige Ausgabe von Georg Wenkers „Sprachatlas des Deutschen Reichs“. 1888–1923 handgezeichnet von E. Maurmann, G. Wenker & F. Wrede. Bearbeitet von A. Lameli, A. Lenz, J. Nickel, R. Kehrein, K.- H. Müller & S. Rabanus. Forschungszentrum Deutscher Sprachatlas.
- mit Jürgen Erich Schmidt, Roland Kehrein, Alfred Lameli, Hanna Fischer (Hrsg.): Regionalsprache.de (REDE). Forschungsplattform zu den modernen Regionalsprachen des Deutschen. Bearbeitet von Robert Engsterhold, Heiko Girnth, Simon Kasper, Juliane Limper, Georg Oberdorfer, Tillmann Pistor, Anna Wolańska. Unter Mitarbeit von Dennis Beitel, Milena Gropp, Maria Luisa Krapp, Vanessa Lang, Salome Lipfert, Jeffrey Pheiff, Bernd Vielsmeier. Studentische Hilfskräfte. Forschungszentrum Deutscher Sprachatlas, Marburg 2020ff.
- mit Jürgen Erich Schmidt (Hrsg.): Sprache und Raum. Ein internationales Handbuch der Sprachvariation. Band 4: Deutsch. Unter Mitarbeit von Hanna Fischer und Brigitte Ganswindt. De Gruyter Mouton, Berlin/Boston 2019 (Handbücher zur Sprach- und Kommunikationswissenschaft. 30.4).

### Aufsätze
- mit Lars Vorberger (2019): Rheinfränkisch. In: Joachim Herrgen, Jürgen Erich Schmidt (Hrsg.): Sprache und Raum. Ein internationales Handbuch der Sprachvariation. Band 4: Deutsch. Unter Mitarbeit von Hanna Fischer und Brigitte Ganswindt. De Gruyter Mouton, Berlin/Boston (Handbücher zur Sprach- und Kommunikationswissenschaft. 30.4), S. 478–515.
- mit Alexander Werth, Marie Josephine Rocholl, Karen Henrich, Manuela Lanwermeyer, Hanni Therese Schnell, Ulrike Domahs, Jürgen Erich Schmidt (2018): The interaction of vowel quantity and tonal cues in cognitive processing: An MMN-study concerning dialectal and standard varieties. In: Ulbrich, Christiane, Werth, Alexander & Richard Wiese (Hrsg.): Empirical approaches to the phonological structure of words.Walter de Gruyter, Berlin/Boston, S. 183–211 (Linguistische Arbeiten 567).
- mit Manuela Lanwermeyer, Karen Henrich, Marie Josephine Rocholl, Hanni Therese Schnell, Alexander Werth, Jürgen Erich Schmidt (2016): Dialect variation influences the phonological and lexical-semantic word processing in sentences. Electrophysiological evidence from a cross-dialectal comprehension study. In: Frontiers in Psychology 7, S. 739, doi:10.3389/fpsyg.2016.00739.
- (2015): Entnationalisierung des Standards. Eine perzeptionslinguistische Untersuchung zur deutschen Standardsprache in Deutschland, Österreich und der Schweiz. In: Alexandra N. Lenz, Manfred M. Glauninger (Hrsg.): Standarddeutsch im 21. Jahrhundert – Theoretische und empirische Ansätze mit einem Fokus auf Österreich. Vienna university press, Göttingen (Wiener Arbeiten zur Linguistik 1), S. 139–164.
- (2010): The Linguistic Atlas of the Middle Rhine (MRhSA): A study on the emergence and spread of regional dialects. In: Peter Auer, Jürgen Erich Schmidt (Hrsg.): Language and Space - An International Handbook of Linguistic Variation. Vol. 1: Theories and Methods (HSK 30.1). de Gruyter Mouton, Berlin / New York, S. 668–686.
- (2010): Varietät und Variation in optimalitätstheoretischer Sicht. In: Peter Gilles, Joachim Scharloth, Evelyn Ziegler (Hrsg.): Variatio delectat. Empirische Evidenzen und theoretische Passungen sprachlicher Variation. Für Klaus. J. Mattheier zum 65. Geburtstag. Peter Lang, Frankfurt/Main [u. a.] (VarioLingua 37), S. 105–123.
- (2005): Sprachgeographie und Optimalitätstheorie. Am Beispiel der t-Tilgung in Auslaut-Clustern des Deutschen. In: Zeitschrift für Dialektologie und Linguistik 72, S. 278–317.
- mit Jürgen Erich Schmidt (1989): Dialektalitätsareale und Dialektabbau. [Mit J. E. Schmidt]. In: Wolfgang Putschke, Werner H. Veith, Peter Wiesinger (Hrsg.): Dialektgeographie und Dialektologie. Günter Bellmann zum 60. Geburtstag von seinen Schülern und Freunden. Marburg (= Deutsche Dialektgeographie. 90), 304-346.
- mit Jürgen Erich Schmidt (1986): Zentralisierung. Eine phonetisch-phonologische Untersuchung zu Konstanz und Wandel vokalischer Systeme. In: Günter Bellmann (Hrsg.): Beiträge zur Dialektologie am Mittelrhein. Stuttgart (Mainzer Studien zur Sprach- und Volksforschung. 10.), S. 56–100.
- mit Jürgen Erich Schmidt (1985): Systemkontrast und Hörerurteil. Zwei Dialektalitätsbegriffe und die ihnen entsprechenden Messverfahren. In: Zeitschrift für Dialektologie und Linguistik 52, S. 20–42.